# Euregio Rhein-Waal
Die Euregio Rhein-Waal ist ein deutsch-niederländischer öffentlich-rechtlicher Zweckverband, dem ca. 51 Kommunen und regionale Behörden angeschlossen sind. Hauptanliegen der Euregio Rhein-Waal ist die Verbesserung und Intensivierung der grenzüberschreitenden Zusammenarbeit in Wirtschaft und Gesellschaft. Im Arbeitsgebiet der Euregio Rhein-Waal ist ein großes Potenzial für eine starke wirtschaftliche und gesellschaftliche Entwicklung vorhanden. Die Euregio Rhein-Waal bringt Partner zusammen, um gemeinsame Initiativen zu starten und somit Synergieeffekte zu nutzen.
Des Weiteren versteht sich die Euregio Rhein-Waal als Interessenvertreter der gesamten Grenzregion. Sie setzt sich bei niederländischen, deutschen und europäischen Einrichtungen und Gremien für die Belange der Mitglieder und der Einwohner ein, damit die Lebensqualität der Grenzregion dauerhaft erhalten bleibt und gestärkt wird. Die Interessenvertretung findet in allen gesellschaftlich relevanten Bereichen statt: von Wirtschaft bis Infrastruktur sowie Bildung und Kultur.  
Außerdem bietet die Euregio Rhein-Waal verschiedenen Zielgruppen in der Region eine Plattform. Einige Beispiele hierfür sind das Euregionale Forum Gesundheitsversorgung und der Runde Tisch Öffentliche Ordnung und Sicherheit.

## Arbeitsgebiet

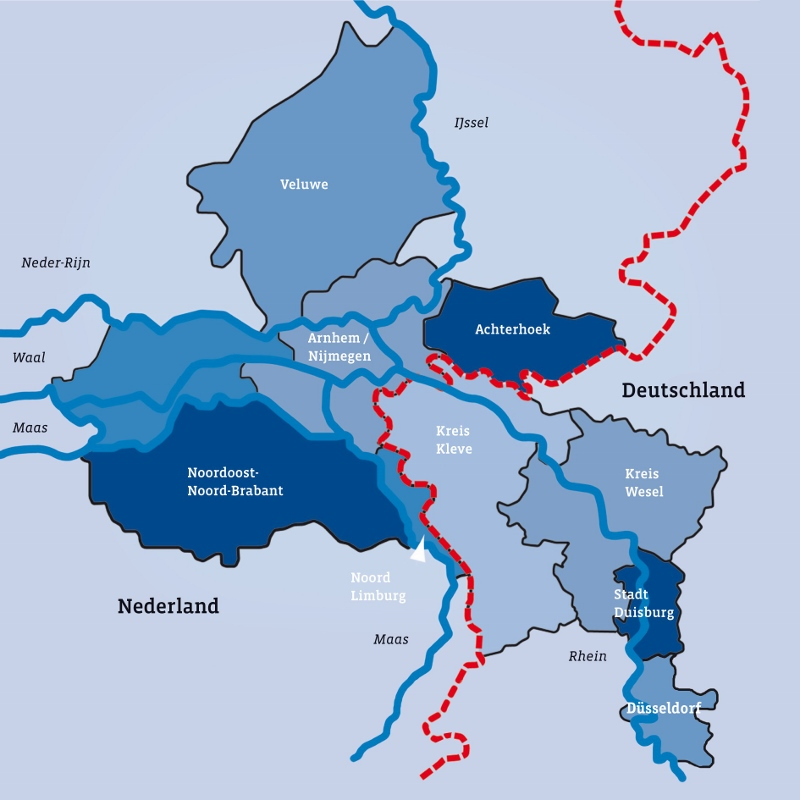
Das Arbeitsgebiet der Euregio Rhein-Waal

Das Arbeitsgebiet der Euregio Rhein-Waal umfasst auf deutscher Seite die Kreise Kleve und Wesel und die Städte Duisburg und Düsseldorf. Auf niederländischer Seite einen Großteil der Provinz Gelderland mit den Gebietsteilen Arnhem-Nijmegen, West-Veluwe, Zuid-West-Gelderland, Teile Nordost-Brabants sowie den nördlichen Teil der Provinz Limburg. Die Euregio Rhein-Waal erstreckt sich heute über eine Fläche von 8663 km², in der rund 4,2 Mio. Menschen leben.

## Dienstleistungen
GrenzInfoPunkt
Beim GrenzInfoPunkt bei der Euregio Rhein-Waal werden Arbeitnehmer und Arbeitgeber kostenlos, individuell und unabhängig beraten über Arbeiten, Wohnen oder Studieren über die Grenze oder die Einstellung von Personal aus dem Nachbarland. Beim GrenzInfoPunkt Rhein-Waal kann man einen Gesprächstermin mit einem Berater vereinbaren. Für komplizierte Fälle verfügen die Berater über ein großes Netzwerk bei den verschiedenen deutschen und niederländischen Behörden.
Förderberatung
Die Euregio Rhein-Waal ist die erste Anlaufstelle für alle Fragen zur Förderung von Projekten im Rahmen des Europäischen Förderprogramms INTERREG Deutschland-Nederland. Dieses Programm ist für Projekte entwickelt worden, bei denen die Kooperation zwischen den Einwohnern im deutsch-niederländischen Grenzgebiet im Mittelpunkt steht. Die wichtigsten Zielsetzungen des Programms sind die Erhöhung der Innovationskraft in der Grenzregion und die Beseitigung der Hemmnisse, die die Grenze verursacht.
Um das INTERREG-Programm für kleinere Initiativen zugänglicher zu gestalten, hat die Euregio Rhein-Waal in Abstimmung mit den anderen deutsch-niederländischen Euregios und den INTERREG-Partnern ein spezielles, niederschwelliges Programm entwickelt. Der Kleinprojektefonds konzentriert sich auf Aktivitäten zwischen deutschen und niederländischen Bildungseinrichtungen, Unternehmen, Vereinen, gemeinnützigen Organisationen sowie kommunalen und regionalen Behörden und Instanzen.
Euregio-Forum
Seit 2005 wird das Euregio-Forum als Tagungsraum für grenzüberschreitende Veranstaltungen, Projekte, Konzerte, Ausstellungen und Seminare von bis zu 200 Personen genutzt. Es ist mit verschiedenster Tagungstechnik ausgestattet und bietet Raum für Veranstaltungsarten, die einen grenzüberschreitenden Mehrwert aber keinen kommerziellen Charakter aufweisen. Das Euregio-Forum besticht durch seine außergewöhnliche Architektur, welche im gewollten Kontrast zum Haus Schmithausen steht. Das Euregio-Forum ist barrierefrei zugänglich und gut erreichbar.

## Vorstand
- Hubert Bruls, Bürgermeister von Nijmegen (NL), Vorsitzender der Euregio Rhein-Waal, Mitglied des Begleitausschusses INTERREG Deutschland-Nederland
- Thomas Ahls, Bürgermeister von Alpen (DE), Vize-Vorsitzender der Euregio Rhein-Waal, Vorsitzender des regionalen Interreg-Lenkungsausschusses
- Stefan Dietzfelbinger, Geschäftsführer Niederrheinische Industrie- und Handelskammer zu Duisburg, Wesel, Kleve (DE), zugleich Vorsitzender des Ausschusses für Wirtschaft
- Sören Link, Oberbürgermeister der Stadt Duisburg (DE)
- Peter Hinze, Bürgermeister von Emmerich (DE)
- Agnes Schaap,Bürgermeisterin von Renkum (NL), zugleich Vorsitzende des Ausschusses für Finanzen und Projekte
- Marieke Moorman, Bürgermeisterin von Land van Cuijk (NL), zugleich Vorsitzende des Ausschusses für Grenzüberschreitende Verständigung
- René Verhulst, Bürgermeister von Ede (NL)

## Mitglieder
- Gemeinde Alpen
- Gemeente Apeldoorn
- Gemeente Arnhem
- Gemeinde Bedburg-Hau
- Gemeente Berg en Dal
- Gemeente Bergen
- Gemeente Beuningen
- Stadt Dinslaken
- Gemeente Doesburg
- Gemeente Doetinchem
- Gemeente Druten
- Stadt Duisburg
- Gemeente Duiven
- Landeshauptstadt Düsseldorf
- Gemeente Ede
- Stadt Emmerich am Rhein
- Gemeente Gennep
- Stadt Goch
- Stadt Hamminkeln
- Gemeente Heumen
- Gemeinde Hünxe
- Stadt Kalkar
- Stadt Kevelaer
- Kreis Kleve
- Stadt Kleve
- Gemeinde Kranenburg
- Gemeente Land van Cuijk
- Organisation Landschaftsverband Rheinland
- Gemeente Lingewaard
- Stadt Moers
- Gemeente Montferland
- Gemeente Mook en Middelaar
- Organisation Niederrheinische Industrie- und Handelskammer Duisburg-Wesel-Kleve
- Gemeente Nijmegen
- Gemeente Oude IJsselstreek
- Gemeente Overbetuwe
- Stadt Rees
- Gemeente Renkum
- Gemeente Rheden
- Stadt Rheinberg
- Gemeinde Sonsbeck
- Gemeinde Uedem
- Gemeente Wageningen
- Gemeinde Weeze
- Kreis Wesel
- Stadt Wesel
- Gemeente West Maas en Waal
- Gemeente Westervoort
- Gemeente Wijchen
- Stadt Xanten
- Gemeente Zevenaar